# Kenshi Hirokane
Kenshi Hirokane (jap. 弘兼 憲史 Hirokane Kenshi; ur. 9 września 1947 w Iwakuni) – japoński mangaka.
Zadebiutował w 1974 roku mangą Kaze Kaoru. W 1985 roku otrzymał nagrodę Shōgakukan Manga za Human Scramble, w 1991 nagrodę Kōdansha Manga za Kachō Shima Kōsaku, zaś w 2000 Excellence Prize na Japan Media Arts Festival za Tasogare Ryūseigun.
W Polsce nakładem wydawnictwa Waneko ukazała się jego gekiga Tu detektyw Jeż.